# János
János [ˈjaːnoʃ] ist ein männlicher Vorname.

## Herkunft und Bedeutung
Bei János handelt es sich um die ungarische Variante des hebräischen Namens יֹוחָנָן jôḥānān.

## Verbreitung
Der Name János ist in erster Linie in Ungarn verbreitet. Dort hat er sich unter den 50 beliebtesten Jungennamen etabliert. Im Jahr 2021 belegte der Name Rang 43 der Vornamenscharts. Bezogen auf die Gesamtbevölkerung stand János im Jahr 2006 auf Rang 4 der Hitliste (267.829 Namensträger). Im selben Jahr belegte er unter den Namen der neugeborenen Jungen Rang 38 (483 Namensträger).
In Deutschland wird der Name János nur sehr selten vergeben. In seiner eingedeutschten Schreibweise Janosch ist der Name jedoch geläufig. Wurde er in den frühen 2000er-Jahre noch ausgesprochen selten vergeben, erlebt er mittlerweile einen Aufwärtstrend. Im Jahr 2021 belegte er Rang 184 der Vornamenscharts.

## Varianten
Neben János existieren die banatschwäbische Variante Janos, sowie die eingedeutschte Schreibweise Janosch.
Für weitere Varianten: siehe Johannes bzw. Johanna

## Namensträger

### Form János
- János Áder (* 1959), ungarischer Politiker und Staatspräsident
- János Arany (1817–1882), ungarischer Dichter
- János Balogh (Schachspieler) (1892–1980), ungarischer Fernschachmeister
- János Balogh (Fußballspieler) (* 1982), ungarischer Fußballtorhüter
- János Batsányi (1763–1845), ungarischer Dichter
- János Bédl (1929–1987), ungarischer Fußballtrainer
- János Bihari (1764–1827), ungarischer Komponist und Violinist
- János Bolyai (1802–1860), ungarischer Mathematiker
- János Csonka (1852–1939), ungarischer Erfinder
- János Czecz (1822–1904), österreichischer Militärtechniker, Offizier und ungarischer Freiheitskämpfer
- János Damjanich (1804–1849), ungarischer General
- János Drapál (1948–1985), ungarischer Motorradrennfahrer
- János Feketeházy (1842–1927), ungarischer Bautechniker
- János Ferencsik (1907–1984), ungarischer Dirigent
- János Flesch (1933–1983), ungarischer Schachspieler
- János Fonovich (1715–1806), ungarischer Lehrer und Jesuit
- János Fürst (1935–2007), ungarischer Violinist und Dirigent
- János Galambos (1940–2019), ungarischer Mathematiker
- János Garay (1812–1853), ungarischer Dichter
- János Garay (Fechter) (1889–1945), ungarischer Fechter
- János Gyarmati (1910–1974), ungarischer Fußballspieler und -trainer
- János Hadik (1863–1933), ungarischer Politiker
- János Hrutka (* 1974), ungarischer Fußballspieler und -manager
- János Hunfalvy (1820–1888), ungarischer Geograph
- János Irinyi (1817–1895), ungarischer Erfinder
- János Ittzés (* 1944), ungarischer lutherischer Theologe und Bischof
- János Kádár (1912–1989), ungarischer kommunistischer Politiker
- János Kajdi (1939–1992), ungarischer Boxer
- János Kájoni (1629–1687), rumänischer Franziskaner, Komponist, Orgelbauer und Buchdrucker
- János Kárpáti (1932–2021), ungarischer Musikwissenschaftler
- János Kollár (* 1956), ungarischer Mathematiker
- János Kornai (1928–2021), ungarischer Wirtschaftswissenschaftler
- János Körner (* 1946), ungarischer Mathematiker und Hochschullehrer
- János Kulka (Dirigent) (1929–2001), ungarischer Dirigent und Komponist
- János Lajos Neumann, bekannt als John von Neumann (1903–1957), ungarisch-US-amerikanischer Mathematiker
- János Lavotta (1764–1820), ungarischer Komponist
- János Lázok (* 1984), ungarischer Fußballspieler
- János Liebner (1923–2015), ungarischer Solocellist und Barytonspieler
- János Mácza (1893–1974), ungarischer Kunsthistoriker und Kulturwissenschaftler
- János Martinek (* 1965), ungarischer Moderner Fünfkämpfer
- János Németh (1906–1988), ungarischer Wasserballspieler
- János Parti (1932–1998), ungarischer Kanute
- János Pilinszky (1921–1981), ungarischer Dichter und Publizist
- János Rácz (1919–2005), ungarischer Mathematiker, Lehrer und Autor
- Janos Radoki (* 1972), ungarischer Fußballspieler
- János Riesz (* 1941), ungarndeutscher Sprach- und Literaturwissenschaftler
- János Rihetzky (1903–1976), ungarischer Ringer
- János Rózsás (1926–2012), ungarischer Schriftsteller
- János Simor (1813–1891), Kardinal der römisch-katholischen Kirche
- János Starker (1924–2013), ungarisch-US-amerikanischer Cellist und Musikpädagoge
- János Szabó (1957–2025), ungarischer Motorradrennfahrer
- János Székely (Schriftsteller) (1901–1958), ungarischer Schriftsteller und Drehbuchautor
- János Székely (Bischof) (* 1964), ungarischer katholischer Bischof
- János Székely (Fußballspieler) (* 1983), rumänischer Fußballspieler
- János Takács (Tischtennisspieler) (* 1954), ungarischer Tischtennisspieler
- János Tamás (1936–1995), ungarischer Komponist, Dirigent und Pädagoge
- János Török (Politiker) (1843–1892), ungarischer Rechtsanwalt, Bürgermeister und Polizeipräsident
- János Varga (1939–2022), ungarischer Ringer
- János Vas (* 1984), ungarischer Eishockeyspieler
- János Veiczi (1924–1987), ungarisch-deutscher Schauspieler, Filmregisseur und Drehbuchautor
- János Viski (Komponist) (1906–1961), ungarischer Komponist
- János Wohlmuth (1642–1724), ungarischer Komponist und Organist
- János Xántus (1825–1894), ungarischer Zoologe

### Form Janosch
- Janosch (eigtl. Horst Eckert; * 1931), deutscher Illustrator, Kinderbuchautor und Schriftsteller
- Janosch Brugger (* 1997), deutscher Skilangläufer
- Janosch Dahmen (* 1981), deutscher Politiker und Arzt
- Janosch Dziwior (* 1974), deutscher Fußballspieler
- Janosch Lencer (* 1994), deutscher Schauspieler
- Janosch Littig (* 1983), deutscher politischer Beamter (Bündnis 90/Die Grünen)
- Janosch Moldau (* 1974), deutscher Musiker
- Janosch Rathmer (* 1982), deutscher Schlagzeuger